# Tereszpol (Biłgoraj)
Pour les articles homonymes, voir Tereszpol.
Tereszpol (prononciation : [tɛˈrɛʂpɔl]) - (depuis 1999: Tereszpol-Zaorenda) est un village polonais de la gmina de Tereszpol dans le powiat de Biłgoraj de la voïvodie de Lublin dans l'est de la Pologne.
Le village est le siège administratif (chef-lieu) de la gmina appelée gmina de Tereszpol.
Il se situe à environ 11 kilomètres à l'est de Biłgoraj (siège du powiat) et 78 kilomètres au sud de Lublin (capitale de la voïvodie).
Le village comptait approximativement une population de 1 157 habitants en 2008.

## Histoire
De 1975 à 1998, le village est attaché administrativement à la voïvodie de Zamość.

Depuis 1999, il fait partie de la voïvodie de Lublin.

## Galerie

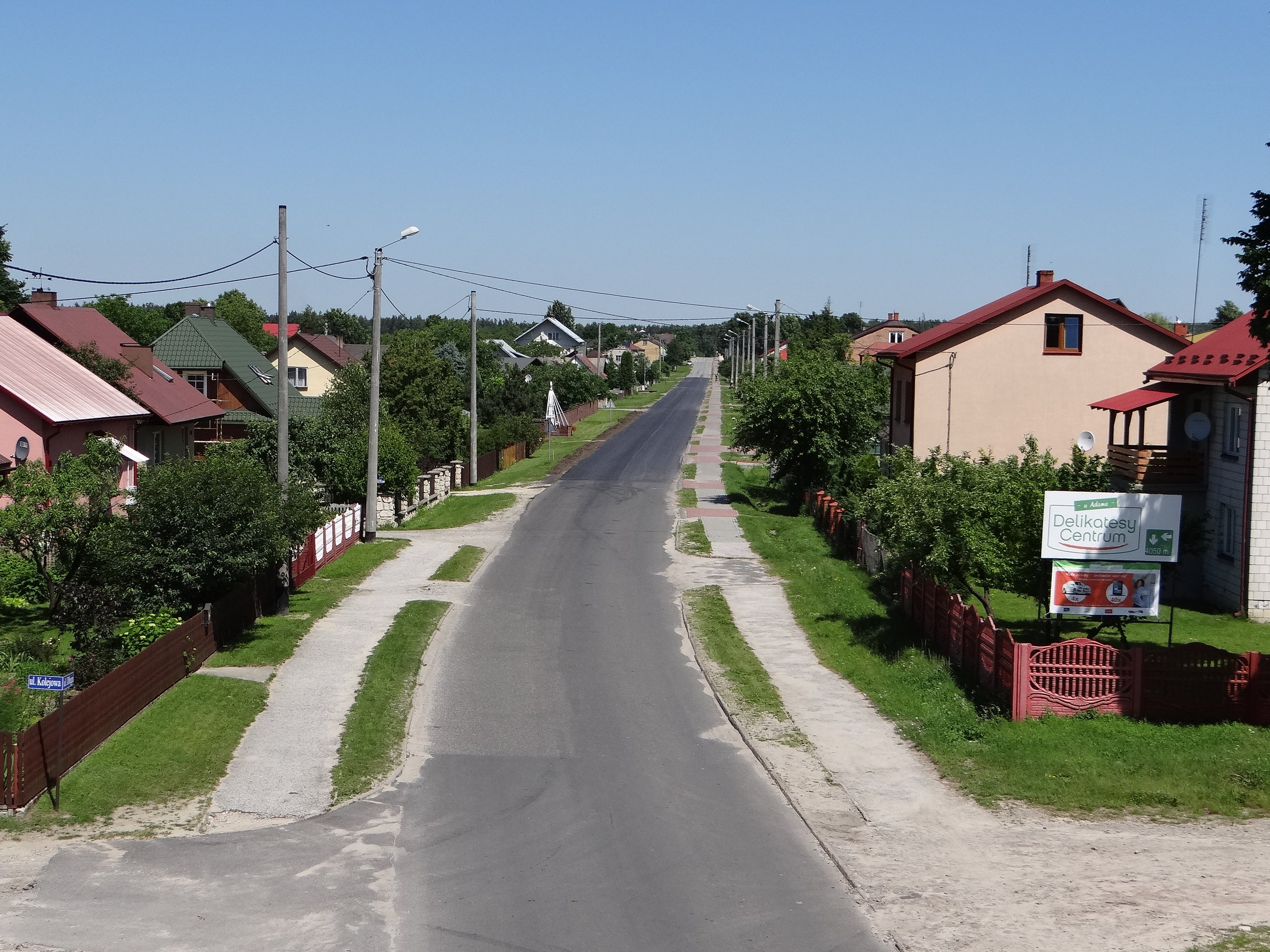
Route principale traversant Tereszpol
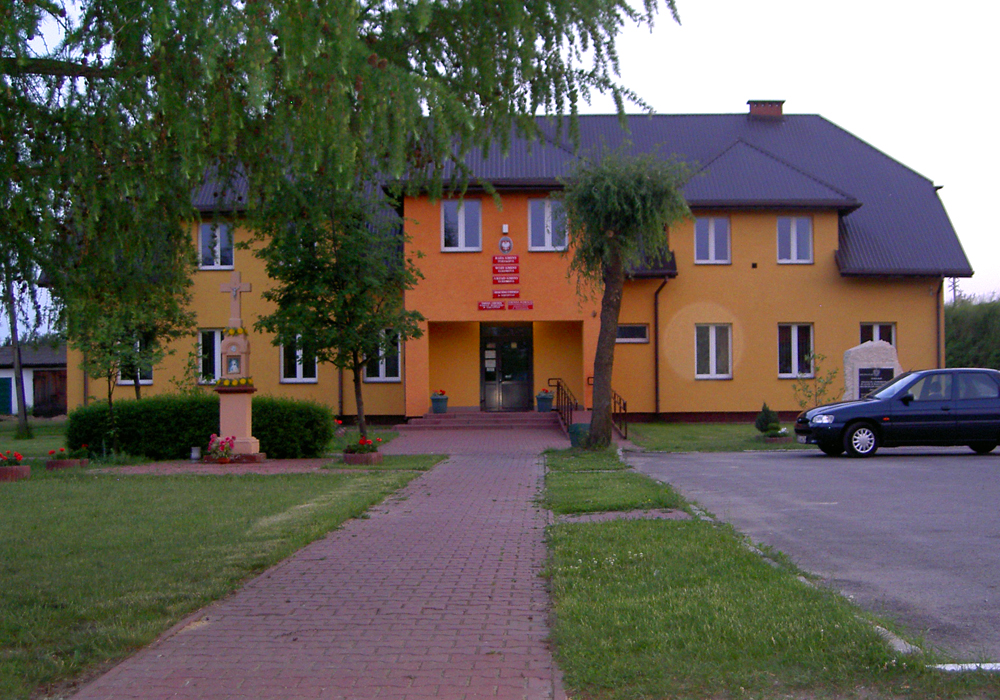
Bureau de la gmina